# Scyphostachys
Scyphostachys é um género botânico pertencente à família Rubiaceae.